# Maibeng
Maibeng (kinesiska: 麦崩乡, 麦崩) är en socken i Kina. Den ligger i provinsen Sichuan, i den sydvästra delen av landet, omkring 180 kilometer väster om provinshuvudstaden Chengdu. Antalet invånare är 2 593. Befolkningen består av 1 012 kvinnor och 1 581 män. Barn under 15 år utgör 16,0 %, vuxna 15-64 år 77 %, och äldre över 65 år 6,0 %.
Genomsnittlig årsnederbörd är 1 190 millimeter. Den regnigaste månaden är juni, med i genomsnitt 234 mm nederbörd, och den torraste är januari, med 10 mm nederbörd.